# Marsdenia graniticola
Marsdenia graniticola är en oleanderväxtart som beskrevs av P.I. Forster. Marsdenia graniticola ingår i släktet Marsdenia och familjen oleanderväxter. Inga underarter finns listade i Catalogue of Life.